# Сільські ради Казахстану
Нижче подано список усіх сільських рад, які існували у Казахстані чи Казахській РСР до 1993 року, коли усі сільські ради були перетворені в сільські округи відповідно до адміністративної реформи. Списки сільських рад сформовані станом на 1989 рік та згідно з адміністративним поділом станом на 1993 рік.

## Актюбінська область

### Актюбінський район(1921-1922, 1928-1933, 1970-1997)
- Александровська сільська рада (Актюбінський район)
- Березовська сільська рада (Актюбінський район)
- Благодарна сільська рада
- Каргалінська сільська рада
- Курайлинська сільська рада
- Маржанбулацька сільська рада
- Нова сільська рада
- Петропавловська сільська рада (Актюбінський район)
- Пригородна сільська рада (Актюбінський район)
- Родниковська сільська рада
- Хлібодаровська сільська рада

### Алгинський район(з 1963;Ключовий району 1933-1963)
- Бесарабська сільська рада
- Бестамацька сільська рада
- Гагарінська сільська рада
- Ільїнська сільська рада (Алгинський район)
- Карабулацька сільська рада
- Карагаська сільська рада
- Карахобдинська сільська рада
- Ключова сільська рада
- Максимо-Горьківська сільська рада (Алгинський район)
- Саздинська сільська рада
- Тамдинська сільська рада
- Токмансайська сільська рада

### Байганінський район(1940-1963, з 1964;Табинський району 1928-1940)
- Ащинська сільська рада
- Жанажольська сільська рада
- Жаркамиська сільська рада
- Караулкельдинська сільська рада
- Кизилбулацька сільська рада
- Кольтабанська сільська рада
- Копинська сільська рада (Байганінський район)
- Міялинська сільська рада
- Саритогайська сільська рада

### Іргізький район(1921-1922, 1928-1963, з 1964)
- Іргізька сільська рада
- Калінінська сільська рада (Іргізький район)
- Комінтернівська сільська рада (Іргізький район)
- Кумтугайська сільська рада
- Нуринська сільська рада
- Таупська сільська рада

### Карабутацький район(1921-1922, 1928-1930, 1935-1993;Айтекебійський району 1993-1997)
- Аккольська сільська рада
- Аралтогайська сільська рада
- Богетсайська сільська рада
- Кайрактинська сільська рада
- Карабутацька сільська рада
- Кизилжулдузька сільська рада
- Тасоткельська сільська рада

### Комсомольський район(1966-1993;Богеткольський району 1993-1997;Айтекебійський районз 1997)
- Баскудуцька сільська рада
- Восточна сільська рада (Комсомольський район)
- Джамбульська сільська рада
- Жабасацька сільська рада
- Комсомольська сільська рада (Комсомольський район)
- Кумкудуцька сільська рада
- Псковська сільська рада
- Саратська сільська рада
- Талдисайська сільська рада
- Теренсайська сільська рада (Комсомольський район)
- Урожайна сільська рада (Комсомольський район)
- Ушкаттинська сільська рада

### Ленінський район(1966-1997;Степний району 1930-1933, 1935-1962, 1965-1966,Мірзоянівський району 1933-1934,Кос-Істецький району 1934-1935;Каргалинський районз 1997)
- Алімбетовська сільська рада
- Ащилісайська сільська рада
- Кайрактисайська сільська рада
- Кемпірсайська сільська рада
- Краснополянська сільська рада (Ленінський район)
- Ленінська сільська рада (Ленінський район, Актюбінська область)
- Сарибулацька сільська рада
- Степна сільська рада (Ленінський район)
- Херсонська сільська рада

### Мартуцький район(з 1935)
- Андрієвська сільська рада (Мартуцький район)
- Байтурасайська сільська рада
- Каратогайська сільська рада
- Карачаєвська сільська рада
- Линовицька сільська рада
- Мартуцька сільська рада
- Нагорна сільська рада
- Новомихайловська сільська рада (Мартуцький район)
- Первомайська сільська рада (Мартуцький район)
- Покровська сільська рада (Мартуцький район)
- Рибаківська сільська рада (Мартуцький район)
- Степановська сільська рада (Мартуцький район)
- Студенчеська сільська рада
- Яйсанська сільська рада

### Мугоджарський район(1965-1993;Джурунський району 1935-1962;Мугалжарський району 1993-1997)
- Алтиндинська сільська рада
- Бактиузенська сільська рада
- Єгіндибулацька сільська рада
- Єнбекшинська сільська рада
- Каїндинська сільська рада
- Кумжарганська сільська рада
- Мугоджарська сільська рада
- Уркачевська сільська рада

### Новоросійський район(1935-1993;Хромтауський районз 1993)
- Кизилсуська сільська рада
- Кіровська сільська рада (Новоросійський район)
- Коктобинська сільська рада
- Копинська сільська рада (Новоросійський район)
- Кредиковська сільська рада
- Кудуксайська сільська рада
- Магаджановська сільська рада
- Нікельтауська сільська рада
- Новоросійська сільська рада (Новоросійський район)
- Новотроїцька сільська рада (Новоросійський район)
- Ойсилкаринська сільська рада
- Сарисайська сільська рада
- Черкаська сільська рада (Новоросійський район)

### Октябрський район(1967-1997;Темірський району 1921-1925, 1928-1966,Кандагацький району 1966-1967;Мугалжарський районз 1997)
- Аккемерська сільська рада
- Бронштейнська сільська рада
- Грачовська сільська рада (Октябрський район)
- Журинська сільська рада
- Чилінська сільська рада

### Темірський район(1921-1925, 1928-1966, з 1972;Кандагацький району 1966-1967,Октябрський району 1967-1972)
- Алтикарасуська сільська рада
- Бородіновська сільська рада
- Каїндинська сільська рада
- Кенестуська сільська рада
- Кенкіяцька сільська рада
- Перелюбовська сільська рада
- Таскопинська сільська рада